# 交易港
交易港（こうえきこう、英: port of trade）は、交易の形態。共同体の外部との交渉を行なう制度であり、物理的な場所でもある。
交易港は、国際市場が成立する以前の普遍的な交易制度とされる。地理的には、海岸、砂漠、河口、平原と山岳など生態学的に異なる地域の境界に多く、内陸にも存在する。交易港が生まれる理由としては、経済的行政管理の必要、政治的中立性の維持、輸送の便の3つがあげられる。取引は市場メカニズムによる価格競争を通してではなく、行政管理的に処理される。
交易港での交易は、沈黙交易よりも大規模なものとされる。沈黙交易は2つの共同体が参加するが、交易港には多数の共同体が参加できる。政治的中立性が重要とされ、敵国人の安全を保証する場合もある。たとえばマンプルシの首長アタビアは、首都ガンバガが交易で栄えると遷都して、ガンバガを自治にゆだねたとされる。一方、交易港を政治的に支配しようとした場合は衰退することがあり、エルナン・コルテスがアカランを支配しようとした事例がそれにあたる。
共同体は、交易港を分離して扱い、外部からの影響が及ぼないようにする。こうした特徴のため共同体の内部とは異なる貨幣（対外貨幣）が用いられ、専門の対外交易者が参加する。対外交易者としては、メソポタミアのタムカルム、古代ギリシアのエンポロス、アステカのポチテカなどが知られている。
交易港の中には、ルーアンやドレスタットのように国際的な市場の近くに地域の市場が開かれている土地もあった。そのような場合は、国際市場と地域市場とは空間が区別されていた。

## 交易港の例
遺跡が確認できる古代の交易港としては、メソポタミアのカルム、シリアのパルミラ、ウガリト、フェニキアのシドンとティルス、古代ギリシアのエンポリウム、北ヨーロッパのヴィクなどがある。マックス・ウェーバーは、古代ギリシアにおいて外来商人を保護した者であるプロクセニー（Proxenie）について論じ、これに対応するものとして中世ヨーロッパの主人権（Wirtsrecht）をあげた。
中国では朝貢貿易によって周辺国を服属させ、明・清の時代には各地の交易港に市舶司をおいて管理交易を行なった。広州市、泉州市などがあげられる。
インド洋のシャーバンダル制度も市舶司と同様に交易港制度の一種とされる。イスラーム世界では、外来交易者と地元交易者が客人と主人の関係を結び、客人は現地社会と接触せずに主人に取引を任せる形態も存在した。内陸において交易港制度を持った都市として、キャラバン都市であるカンダハール、イスファハン、サハラ交易のトンブクトゥなどがある。
中世日本の長崎では、渡来商人と日本商人は市が立つ日以外の接触が禁じられ、ポルトガル商人は船宿の保護下におかれて内町に住み、日本商人は外町に住んだ。同様の分割は平戸、横瀬浦にも見られた。
その他、アステカとプトゥン人が交易を行ったシカランコ、ダホメ王国が奴隷貿易に用いたウィダー、フェルナンド・ポー島、モガディシュなどが知られている。